# Jeff Austin (tennis)
Pour les articles homonymes, voir Jeff Austin et Austin.
Jeff Austin, né le 5 juillet 1951 à Boston, est ancien joueur professionnel de tennis américain.

## Palmarès

### Titre en simple (1)
| No | Date       | Nom et lieu du tournoi           | Catégorie | Dotation | Surface    | Finaliste  | Score    |  |
| -- | ---------- | -------------------------------- | --------- | -------- | ---------- | ---------- | -------- |  |
| 1  | 16-09-1973 | Tournoi de tennis d'Aptos, Aptos |           | NC $     | Dur (ext.) | Onny Parun | 7-6, 6-4 |  |

### Titre en double (1)
| No | Date       | Nom et lieu du tournoi          | Catégorie | Dotation | Surface    | Partenaire  | Finalistes               | Score    |  |
| -- | ---------- | ------------------------------- | --------- | -------- | ---------- | ----------- | ------------------------ | -------- |  |
| 1  | 16-09-1973 | Tournoi de tennis d'Aptos Aptos |           | NC $     | Dur (ext.) | Fred McNair | Raymond Moore Onny Parun | 6-2, 6-1 |  |

### Finale en double (1)
| No | Date       | Nom et lieu du tournoi                              | Catégorie  | Dotation | Surface         | Vainqueurs                         | Partenaire    | Score    |  |
| -- | ---------- | --------------------------------------------------- | ---------- | -------- | --------------- | ---------------------------------- | ------------- | -------- |  |
| 1  | 03-02-1975 | Arkansas International Tennis Tounament Little Rock | Grand Prix | 25 000 $ | Moquette (int.) | Marcello Lara Barry Phillips-Moore | Charles Owens | 6-4, 6-3 |  |